# El esfuerzo
El esfuerzo (De inspanning) is een poëziebundel van de Spaanse auteur Mauricio Bacarisse (1895-1931) uit 1917, die het begin van zijn modernistische periode markeerde.
Toen El esfuerzo in oktober 1917 verscheen, werd het door bekende literatuurcritici van die tijd, Cansinos-Assens en Díez-Canedo, hooglijk geprezen, en dat betekende de eerste echte erkenning van Mauricio Bacarisse als schrijver.
Deze collectie is verdeeld in vier delen:
1. Las canciones candorosas (Oprechte liederen), 4 gedichten met de esthetiek van het modernismo en een opvallend gebruik van humor en experimenten met het rijm.
2. La miseria (Armoede). 9 gedichten, sociale poëzie
3. La guerra (De oorlog), 3 gedichten waarin Bacarisses francofilie doorklinkt.
4. El esfuerzo (De inspanning), 5 gedichten met vreemde titels als "De schildpad van het katholicisme" (La tortuga del catolicismo). Aan dit laatste deel ontleent het boek zijn titel. Omwille van zijn avant-gardistische karakter wordt het als het belangrijkste deel beschouwd. Bacarisse legt hierin uit dat hij  zijn missie als dichter wil baseren op persoonlijke inspanning (El esfuerzo) en onafhankelijkheid.

fragment uit Nisus
Este noble deleite de sudar y esforzarme

para luego morir, sin querer recompensa...

Ebrio de dinamismo, no me disperso nunca.

Mi vida es simple y lineal.
Deze nobele verrukking van zweet en strijd

en dan sterven, zonder een beloning te willen ...

Dronken van dynamiek, verspreid ik me nooit.

Mijn leven is simpel en lineair.